# Gros Morne (St. Lucia)
Der Gros Morne ist ein Berg auf der karibischen Insel St. Lucia. Der Hügel liegt im Herzen von St. Lucia und trennt das Tal des Cul de Sac (S) vom Bassin von Castries (N).
Der Berg liegt administrativ im Gebiet von Castries. Zusammen mit dem Mount du Chazeau bildet er eine charakteristische Dreispitze, nach der der Ort Trois Pitons benannt ist.